# العلاقات المالديفية البيلاروسية
العلاقات المالديفية البيلاروسية هي العلاقات الثنائية التي تجمع بين المالديف وروسيا البيضاء.

## مقارنة بين البلدين
هذه مقارنة عامة ومرجعية للدولتين:
| وجه المقارنة                                              | [[تصنيف:صفحات تستخدم رمز علم غير موجود\|]] المالديف | روسيا البيضاء                    |
| --------------------------------------------------------- | --------------------------------------------------- | -------------------------------- |
| المساحة (كم2)                                             | 298                                                 | 207.60 ألف                       |
| عدد السكان (نسمة)                                         | 436.33 ألف                                          | 9.50 مليون                       |
| الكثافة السكانية (ن./كم²)                                 | 146.42 ألف                                          | 45.76                            |
| العاصمة                                                   | ماليه                                               | مينسك                            |
| اللغة الرسمية                                             | اللغة الديفهي                                       | اللغة البيلاروسية، اللغة الروسية |
| العملة                                                    | روفيه مالديفية                                      | روبل بلاروسي                     |
| الناتج المحلي الإجمالي (بليون دولار)                      | 4.60 مليار                                          | 54.44 مليار                      |
| الناتج المحلي الإجمالي (تعادل القوة الشرائية) بليون دولار | 5.23 مليار                                          | 168.35 مليار                     |
| الناتج المحلي الإجمالي الاسمي للفرد دولار أمريكي          | 8.39 ألف                                            | 5.74 ألف                         |
| الناتج المحلي الإجمالي للفرد دولار أمريكي                 | 12.53 ألف                                           | 18.18 ألف                        |
| مؤشر التنمية البشرية                                      | 0.706                                               | 0.798                            |
| رمز المكالمات الدولي                                      | +960                                                | +375                             |
| رمز الإنترنت                                              | .mv                                                 | .by، .бел                        |
| المنطقة الزمنية                                           | ت ع م+05:00                                         | ت ع م+03:00                      |

## منظمات دولية مشتركة
يشترك البلدان في عضوية مجموعة من المنظمات الدولية، منها:
| علم المنظمة | اسم المنظمة                        | تاريخ انضمام المالديف | تاريخ انضمام روسيا البيضاء |
| ----------- | ---------------------------------- | --------------------- | -------------------------- |
|             | مؤسسة التمويل الدولية              | 2 فبراير 1983         | 2 نوفمبر 1992              |
|             | منظمة حظر الأسلحة الكيميائية       | ?                     | ?                          |
|             | الأمم المتحدة                      | 21 سبتمبر 1965        | 24 أكتوبر 1945             |
|             | الاتحاد الدولي للاتصالات           | 28 فبراير 1967        | 7 مايو 1947                |
|             | منظمة الشرطة الجنائية الدولية      | ?                     | ?                          |
|             | البنك الدولي للإنشاء والتعمير      | 13 يناير 1978         | 10 يوليو 1992              |
|             | الاتحاد البريدي العالمي            | ?                     | ?                          |
|             | وكالة ضمان الاستثمار متعدد الأطراف | 19 مايو 2005          | 3 ديسمبر 1992              |
|             | يونسكو                             | 18 يوليو 1980         | 12 مايو 1954               |

## وصلات خارجية
- موقع وزارة الخارجية المالديفية
- موقع وزارة الخارجية البيلاروسية